# Agnese di Anhalt
Federica Amalia Agnese di Anhalt-Dessau (Dessau, 24 giugno 1824 – Hummelshain, 23 ottobre 1897) era la primogenita di Leopoldo IV, Duca di Anhalt e di sua moglie Federica Guglielmina di Prussia. Fu un membro del Casato d'Ascania, e per il suo matrimonio con Ernesto I, Duca di Sassonia-Altenburg, Duchessa consorte di Sassonia-Altenburg.

## Famiglia
Il padre di Agnese, il Duca Leopoldo era un figlio di Federico, Principe Ereditario di Anhalt-Dessau e della Langravina Amalia d'Assia-Homburg. Sua madre la Principessa Federica era la figlia del Principe Luigi Carlo di Prussia (fratello del Re Federico Guglielmo III di Prussia) e di sua moglie Federica di Meclemburgo-Strelitz.
Agnese era una sorella maggiore di Federico I, Duca d'Anhalt e di Maria Anna, Principessa Federico Carlo di Prussia. Attraverso Maria Anna, Agnese era una zia di Elisabetta Anna, Granduchessa di Oldenburg e di Luisa Margherita, Duchessa di Connaught e Strathearn.

## Matrimonio

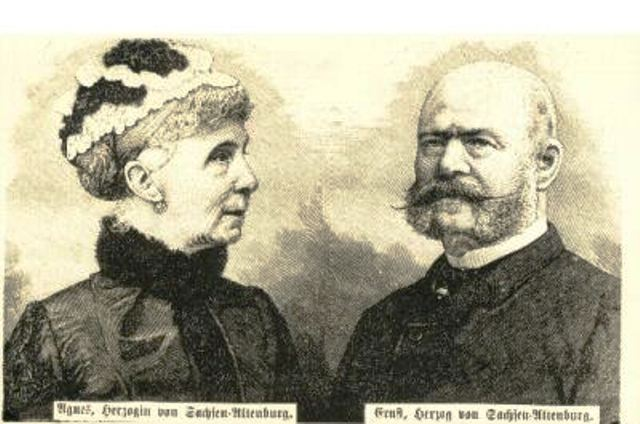
Agnese con suo marito Ernesto I, Duca di Sassonia-Altenburg

Il 28 aprile 1853, Agnese sposòErnesto di Sassonia-Altenburg. Egli era figlio di Giorgio, Duca di Sassonia-Altenburg e Maria Luisa di Meclemburgo-Schwerin, e successe a suo padre come Duca di Sassonia-Altenburg in quello stesso anno. Ebbero due figli:
- Principessa Maria Federica Leopoldina Giorgina Augusta Alessandra Elisabetta Teresa Giuseppina Elena Sofia (2 agosto 1854 – 8 ottobre 1898), sposò il 19 aprile 1873 il Principe Alberto di Prussia.
- Principe Giorgio Leopoldo Ernesto Giuseppe Alessandro Federico Luigi Giovanni Alberto (1º febbraio 1856 – 29 febbraio 1856).

Poiché il loro unico figlio morì da neonato, il ducato sarebbe stato ereditato dal loro cugino Ernesto alla morte di Ernesto I nel 1908.

## Vita
Agnes era considerata una pittrice di talento.
Come molte nobildonne dell'epoca, sviluppò interesse per gli enti di beneficenza, in particolar modo verso nel campo dell'assistenza infermieristica e la cura delle truppe ferito nella guerra franco-prussiana.
Nel 1878 nel 25º anniversario di matrimonio della coppia, Ernesto diede a sua moglie la miniatura di recente creazione Cavaliere di Croce di Prima Classe dell'Ordine della Casata Ernestina di Sassonia, la cosiddetta "Croce della Principessa". In occasione della ricorrenza, fu fondato l'Ernst-Agnes-Stiftung (Fondazione di Ernesto-Agnese).
Agnese morì il 23 ottobre 1897, all'età di 73 anni. In the city of Altenburg, Agnesplatz is named after her. She is buried in the Herzogin-Agnes-Gedächtniskirche (Duchess Agnes Memorial Church).

## Autrice
Fu l'autrice di Ein Wort an Israel ("Una parola ad Israele") (Leipzig, 1893), un libro che trattava dell'antisemitismo e del cristianesimo in Germania. Il libro, pubblicato in tedesco nel 1893 in German con il titolo di Ein Wort an Israel  as no. 37-38 delle serie accademiche Institutum Judaicum zu Leipzig. Schriften, è stato anche tradotto in italiano come Una parola ad Israele.

## Ascendenza
|                                  |                                  |                                           | Genitori                                               |  |  | Nonni |  |  | Bisnonni                      |  |  | Trisnonni                    |  |
|                                  |                                  |                                           |                                                        |  |  |       |  |  | Leopoldo III di Anhalt-Dessau |  |  | Leopoldo II di Anhalt-Dessau |  |
|                                  |                                  |                                           |                                                        |  |  |       |  |  | Leopoldo III di Anhalt-Dessau |  |  | Leopoldo II di Anhalt-Dessau |  |
|                                  |                                  | Gisella Agnese di Anhalt-Köthen           |                                                        |  |  |       |  |  | Leopoldo III di Anhalt-Dessau |  |  |                              |  |
| Federico di Anhalt-Dessau        |                                  |                                           |                                                        |  |  |       |  |  | Leopoldo III di Anhalt-Dessau |  |  |                              |  |
|                                  |                                  | Luisa di Brandeburgo-Schwedt              | Federico Enrico di Brandeburgo-Schwedt                 |  |  |       |  |  |                               |  |  |                              |  |
|                                  |                                  | Luisa di Brandeburgo-Schwedt              | Federico Enrico di Brandeburgo-Schwedt                 |  |  |       |  |  |                               |  |  |                              |  |
|                                  |                                  | Luisa di Brandeburgo-Schwedt              | Leopoldina Maria di Anhalt-Dessau                      |  |  |       |  |  |                               |  |  |                              |  |
| Leopoldo IV di Anhalt-Dessau     |                                  | Luisa di Brandeburgo-Schwedt              |                                                        |  |  |       |  |  |                               |  |  |                              |  |
|                                  |                                  | Federico V d'Assia-Homburg                | Federico IV d'Assia-Homburg                            |  |  |       |  |  |                               |  |  |                              |  |
|                                  |                                  | Federico V d'Assia-Homburg                | Federico IV d'Assia-Homburg                            |  |  |       |  |  |                               |  |  |                              |  |
|                                  |                                  | Federico V d'Assia-Homburg                | Ulrica Luisa di Solms-Braunfels                        |  |  |       |  |  |                               |  |  |                              |  |
| Amalia d'Assia-Homburg           |                                  | Federico V d'Assia-Homburg                |                                                        |  |  |       |  |  |                               |  |  |                              |  |
|                                  |                                  | Carolina d'Assia-Darmstadt                | Luigi IX d'Assia-Darmstadt                             |  |  |       |  |  |                               |  |  |                              |  |
|                                  |                                  | Carolina d'Assia-Darmstadt                | Luigi IX d'Assia-Darmstadt                             |  |  |       |  |  |                               |  |  |                              |  |
|                                  |                                  | Carolina d'Assia-Darmstadt                | Carolina del Palatinato-Zweibrücken-Birkenfeld         |  |  |       |  |  |                               |  |  |                              |  |
| Agnese di Anhalt                 |                                  | Carolina d'Assia-Darmstadt                |                                                        |  |  |       |  |  |                               |  |  |                              |  |
|                                  | Federico Guglielmo II di Prussia | Augusto Guglielmo di Prussia              |                                                        |  |  |       |  |  |                               |  |  |                              |  |
|                                  | Federico Guglielmo II di Prussia | Augusto Guglielmo di Prussia              |                                                        |  |  |       |  |  |                               |  |  |                              |  |
|                                  | Federico Guglielmo II di Prussia | Luisa Amalia di Brunswick-Wolfenbüttel    |                                                        |  |  |       |  |  |                               |  |  |                              |  |
| Luigi di Prussia                 | Federico Guglielmo II di Prussia |                                           |                                                        |  |  |       |  |  |                               |  |  |                              |  |
|                                  |                                  | Federica Luisa d'Assia-Darmstadt          | Luigi IX d'Assia-Darmstadt                             |  |  |       |  |  |                               |  |  |                              |  |
|                                  |                                  | Federica Luisa d'Assia-Darmstadt          | Luigi IX d'Assia-Darmstadt                             |  |  |       |  |  |                               |  |  |                              |  |
|                                  |                                  | Federica Luisa d'Assia-Darmstadt          | Carolina del Palatinato-Zweibrücken-Birkenfeld         |  |  |       |  |  |                               |  |  |                              |  |
| Federica Guglielmina di Prussia  |                                  | Federica Luisa d'Assia-Darmstadt          |                                                        |  |  |       |  |  |                               |  |  |                              |  |
|                                  |                                  | Carlo II di Meclemburgo-Strelitz          | Carlo Ludovico Federico di Meclemburgo-Strelitz        |  |  |       |  |  |                               |  |  |                              |  |
|                                  |                                  | Carlo II di Meclemburgo-Strelitz          | Carlo Ludovico Federico di Meclemburgo-Strelitz        |  |  |       |  |  |                               |  |  |                              |  |
|                                  |                                  | Carlo II di Meclemburgo-Strelitz          | Elisabetta Albertina di Sassonia-Hildburghausen        |  |  |       |  |  |                               |  |  |                              |  |
| Federica di Meclemburgo-Strelitz |                                  | Carlo II di Meclemburgo-Strelitz          |                                                        |  |  |       |  |  |                               |  |  |                              |  |
|                                  |                                  | Federica Carolina Luisa d'Assia-Darmstadt | Giorgio Guglielmo d'Assia-Darmstadt                    |  |  |       |  |  |                               |  |  |                              |  |
|                                  |                                  | Federica Carolina Luisa d'Assia-Darmstadt | Giorgio Guglielmo d'Assia-Darmstadt                    |  |  |       |  |  |                               |  |  |                              |  |
|                                  |                                  | Federica Carolina Luisa d'Assia-Darmstadt | Maria Luisa Albertina di Leiningen-Dagsburg-Falkenburg |  |  |       |  |  |                               |  |  |                              |  |
|                                  |                                  | Federica Carolina Luisa d'Assia-Darmstadt |                                                        |  |  |       |  |  |                               |  |  |                              |  |